# Самгородок (Черкасская область)
Са́мгородок (укр. Самгородок) — село в Смелянском районе Черкасской области Украины.
Население по переписи 2001 года составляло 585 человек, по состоянию на 2015 год  — 422 человека. Почтовый индекс — 20752. Телефонный код — 4733.
Село Самгородок получило свое название от пана Полтавского Виталия Четрашова в 1805 г. Прежнее название — Хутор Попутный.

## Местный совет
20752, Черкасская обл., Смелянский р-н, с. Самгородок, ул. Крещатик, 10